# エフィナコナゾール
エフィナコナゾール（Efinaconazole）は、トリアゾール系抗真菌薬で、14α-デメチラーゼの阻害剤であり、真菌の細胞膜構成成分であるエルゴステロールの生合成を阻害する。爪白癬（爪水虫）治療薬。商品名クレナフィン(clenafin)。

## 概要
トリアゾール系抗真菌剤には内服薬や注射剤があったが、エフィナコナゾールは世界初のトリアゾール系の外用剤として科研製薬株式会社で開発された。ケラチンとの親和性が高く爪甲内・爪床での高い抗真菌活性を示す。2013年にカナダで爪白癬治療剤として認可され、2014年に日本とアメリカでも認可された。カナダとアメリカでは爪真菌症が適応疾患となっているが、日本では爪白癬でしか認可されていない。10%溶液が使用される。
日本では「直接鏡検または培養等に基づき爪白癬であると確定診断された患者に使用」する事となっており、入手に際しては医師の診断および処方箋が必要である。
1日1回罹患爪全体に塗布して使用する。既に変色・変形した爪を回復させる薬剤ではないために、爪が伸びてこない症例には効果は期待できない。外用48週間後の完全治癒率は17.8%。接触性皮膚炎などの皮膚刺激があるために、爪以外の部位には不適とされ、周囲の皮膚真菌症には別の抗真菌剤を併用する必要がある。

## 副作用
第III相臨床試験での副作用は6.4%であった。主な副作用は、皮膚炎、水疱、紅斑、瘙痒、異常感覚、腫脹、疼痛、皮膚剥脱、爪甲脱落等であった。全身性の副作用はない。

## 薬物相互作用
なし